# روپا وای
روپا وای (به اسپانیایی: Rupha Wayi) یک کوه در پرو است که در Peru, Ancash Region واقع شده‌است. روپا وای ۴٬۴۰۰ متر بالاتر از سطح دریا واقع شده‌است.